# Hyliota
A Hyliota a madarak osztályának verébalakúak (Passeriformes) rendjébe és a Hyliotidae családjába tartozó egyetlen nem. Régebben az óvilági poszátafélék (Sylviidae) családjába tartoztak.

## Rendszerezésük
A nemet William Swainson angol ornitológus írta le 1837-ben, az alábbi 4 faj tartozik ide:
- szürkehasú légykapóposzáta (Hyliota flavigaster)
- Hyliota australis
- Hyliota usambara
- Hyliota violacea